# Блерим Беджети
Блерим Беджети (на албански: Blerim Bexheti; на македонска литературна норма: Блерим Беџети) е юрист и политик от Северна Македония от албански произход.

## Биография
Блерим Беджети е роден на 16 октомври 1976 г. в скопското село Глумово, Социалистическа република Македония, днес Северна Македония. Завършва Юридическия факултет на Прищинския университет. Между 2002 и 2005 г. е сътрудник в министерството на правосъдието на Република Македония. От 2006 до 2009 г. е народен представител. В периода 2006 – 2008 е член на Законодателно-правния комитет и Комитет по надзор на работата на Управлението за безопасност и контраразузнаване. От 2008 до 2009 г. е председател на комитета по въпросите на местното самоуправление. В периода 2009 – 2011 г. е кмет на община Сарай поради, което се отказва от поста на народен представител. Става министър на правосъдието на 28 юли 2011 година.